# Pterolophia inplagiata
Pterolophia inplagiata là một loài bọ cánh cứng trong họ Cerambycidae.